# Joan Carreras
Joan Carreras del Rincón é um padre católico, membro Opus Dei.
Natural de Granada (Espanha). Obteve licenciatura e o doutorado em Direito na Universidade Central de Barcelona. Doutorou-se em Direito Canônico no Pontifício Ateneu da Santa Cruz, em Roma, onde é professor de Direito matrimonial canônico. 
É advogado da Rota Romana. Autor de diversos estudos de direito matrimonial canônico, especializou-se no direito canônico do matrimônio e da família.

## Livros
- Casamento: sexo, festa e direito, Ed. Loyola, São Paulo, Brasil, 2004. ISBN 85-15-02903-0